# Val de Bagnes (Suíça)
Val de Bagnes é uma comuna da Suíça, situada no distrito de Entremont, no cantão de Valais. Tem 301,91 km² de área e sua população em 2018 foi estimada em 10.185 habitantes.